# Svärdmaskar
Svärdmaskar (Propappidae) är en liten familj av ringmaskar med ett släkte och tre kända arter. Svärdmaskar är sötvattenslevande och hör till fåborstmaskarna. De tre ingående arterna lever i bottensedimentet i sjöar och floder och andra liknade vatten. De förekommer i palearktiska regionen men en art som förekommer i Europa, Propappus volki, har också påträffats i Nordamerika, där den anses vara en introducerad art.

## Dottertaxa till Propappidae
- Släkte: Propappus
  - Art: Propappus arhyncotus
  - Art: Propappus glandulosus
  - Art: Propappus volki